# Храм Тихвинской иконы Божией Матери (Ногинск)
Храм Тихвинской иконы Божией Матери (Тихвинский храм) — приходской православный храм в центре города Ногинска (Богородска) Московской области, на правом берегу реки Клязьмы недалеко от Богоявленского собора. Входит в состав Богородского благочиния Русской православной церкви.

## История храма
Строительство храма велось на пожертвования горожан с 1846 по 1857 год при городском кладбище. 8 сентября 1857 года храм освятил митрополит Московский Филарет (Дроздов), до 1873 года храм был приписан к Богоявленскому собору.
В 1864 году первым настоятелем храма (до 1903 года) стал священник Александр Успенский.
В 1871 году на месте разобранной паперти к западной стене для большей вместимости была пристроена трапезная.
Первым ктитором храма (в 1880—1890-х годах) был Сергей Куприянов, при нём храм украсился и существенно расширился.
С 1873 до 1894 года к храму были приписаны Богородско-Глуховская мануфактура и освящённый в 1892 году Троицкий храм в Глухове.
В 1878 году завершено строительство трёхъярусной колокольни, начатое в 1874 году.
В 1882 году диаконом храма стал Андрей Орлов.[значимость факта?]
В 1889 году по проекту архитектора Ивана Васильева была построена новая трапезная с двумя приделами, увеличившие вместимость храма втрое. В 1893 году южный придел был освящён в честь святителя Николая. Существенную помощь в строительстве новых приделов оказали местные фабриканты Пётр Елагин и Тихон Шелаев.
В 1891 году во время посещения города в храме молились великий князь Сергей Александрович и его супруга Елизавета Фёдоровна (в будущем новомученица).
С 1894 года священники храма Александр Успенский и Стефан Лебедев состояли почётными членами Сергиевского общества хоругвеносцев.[значимость факта?]
В 1899 году ко храму был определён диакон Николай Троицкий, бывший одновременно учителем в глуховском двухклассном училище.[значимость факта?]
9 июля 1900 года освящён северный придел в честь Сергия Радонежского.
В 1903 году настоятелем храма определён Николай Сперанский (отец Николай оставался в должности до назначения настоятелем Богоявленского собора в 1918 году; в 1937 году отец Николай был расстрелян на Бутовском полигоне).
С 1907 года вторым священником храм стал отец Пётр Лагов, кроме того, он стал преподавать Закон Божий в местном училище.[значимость факта?]
С 1914 по 1919 год диаконом служил Митрофан Ласкин, в 1919 году он рукоположён во иерея (в 1938 году арестован и погиб в сталинских лагерях).
Вскоре после революции 1917 года новой властью отобраны приходской дом, церковно-приходская школа и земля.
В 1922 году на место настоятеля назначен Димитрий Смиренский. 26 июля 1938 года он был расстрелян властями.
В начале 1930-х годов храм был закрыт и осквернён, разрушены два яруса колокольни, тринадцать больших и малых глав и иконостасы, имущество конфисковано. В храме устроили сначала клуб, потом кинотеатр и школу киномехаников, в подвале тир, в предвоенные годы на месте кладбища разбит сквер с танцплощадкой.
В 1991 году зарегистрирована община и заново освящён Никольский придел, начато восстановление колокольни, пятиглавия, возвращён церковный дом, восстановлено захоронение архитектора Ивана Васильева. 20 ноября 1995 года в городской черте были обретены мощи священномученика Константина Богородского и перенесены в Тихвинский храм, а 18 апреля 1996 года митрополит Ювеналий совершил чин канонизации святого. В начале 2000-х мощи Константина Богородского были перенесены в Богоявленский собор, в котором служил святой до своей кончины.
9 июля 2008 года по завершении восстановления храма митрополит Ювеналий совершил великое освящение всех трёх алтарей храма.

## Духовенство
- Настоятель храма — архимандрит Сергий (Шагаев)[1]

## Современная жизнь храма
К храму приписаны:
- часовня святого Николая;
- часовня преподобного Сергия Радонежского.

Главный престол освящён в честь Тихвинского образа Божией Матери.
Священнослужители:
- настоятель архимандрит Сергий (Шагаев), ум. 19.02.2020; погребён за алтарём Тихвинского храма;
- игумен Авраамий (Жуков);
- священник Сергий Макаров.

## Галерея

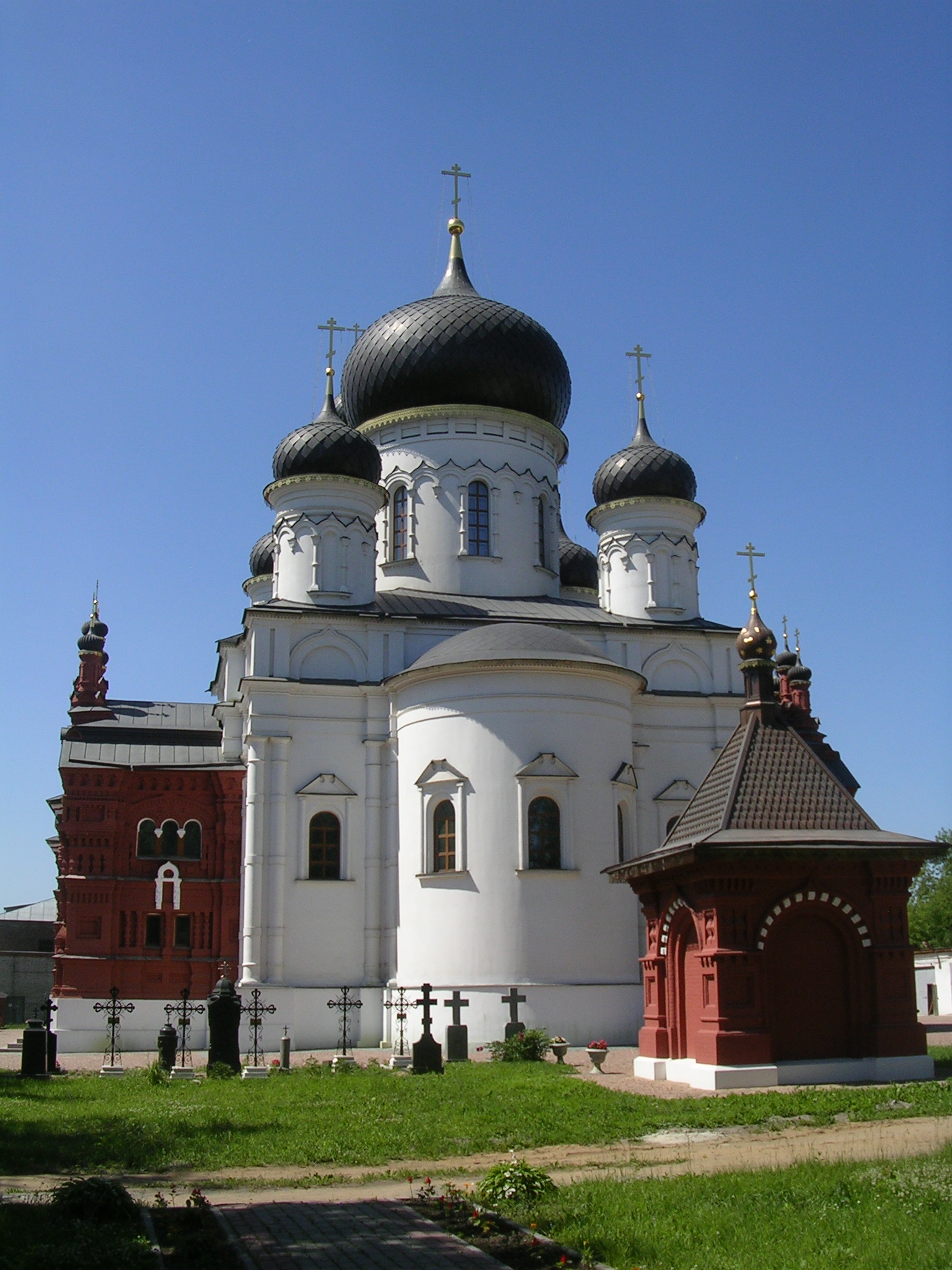
Тихвинский храм, вид на восточную сторону
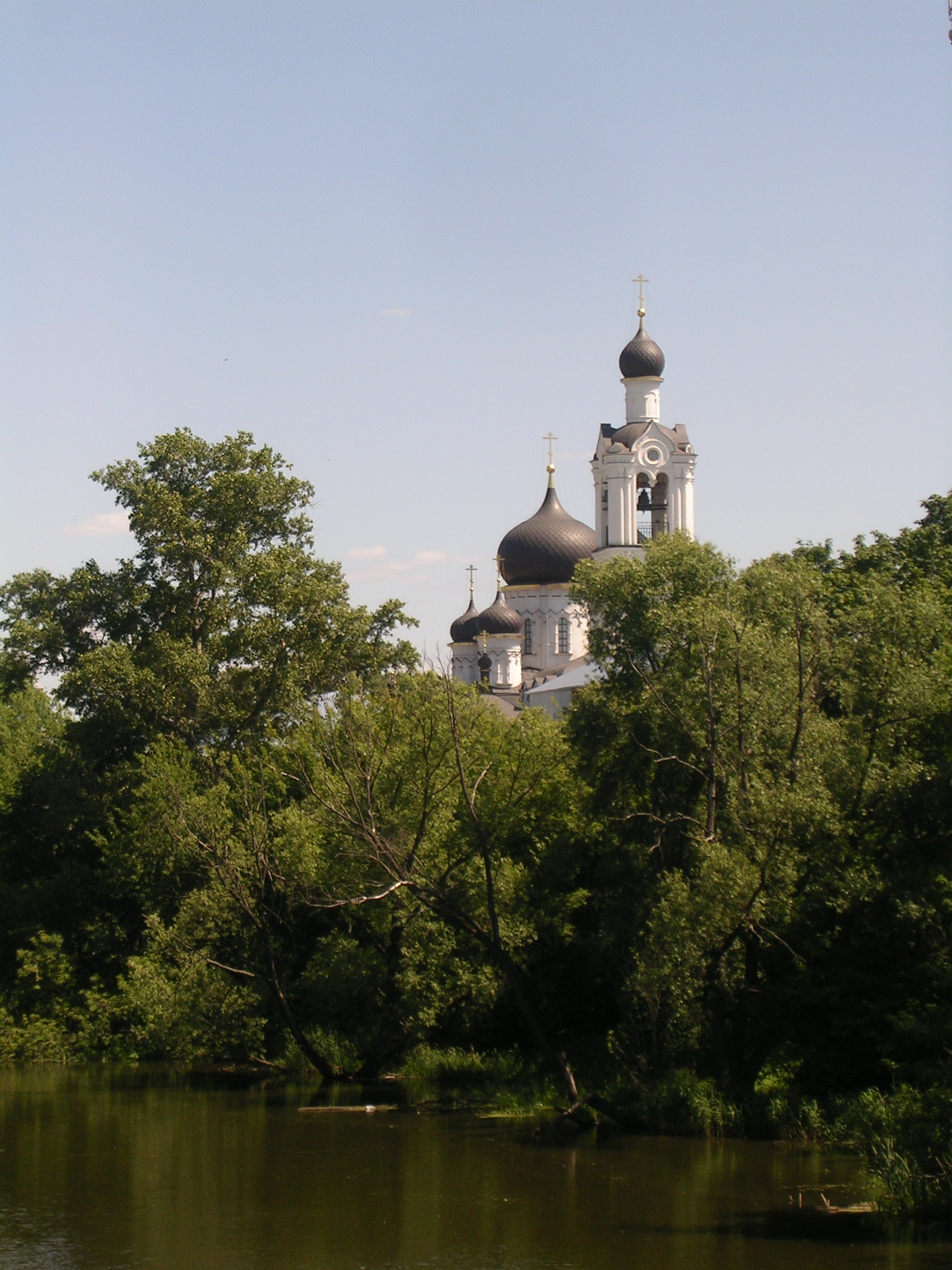
Тихвинский храм, вид с моста через Клязьму
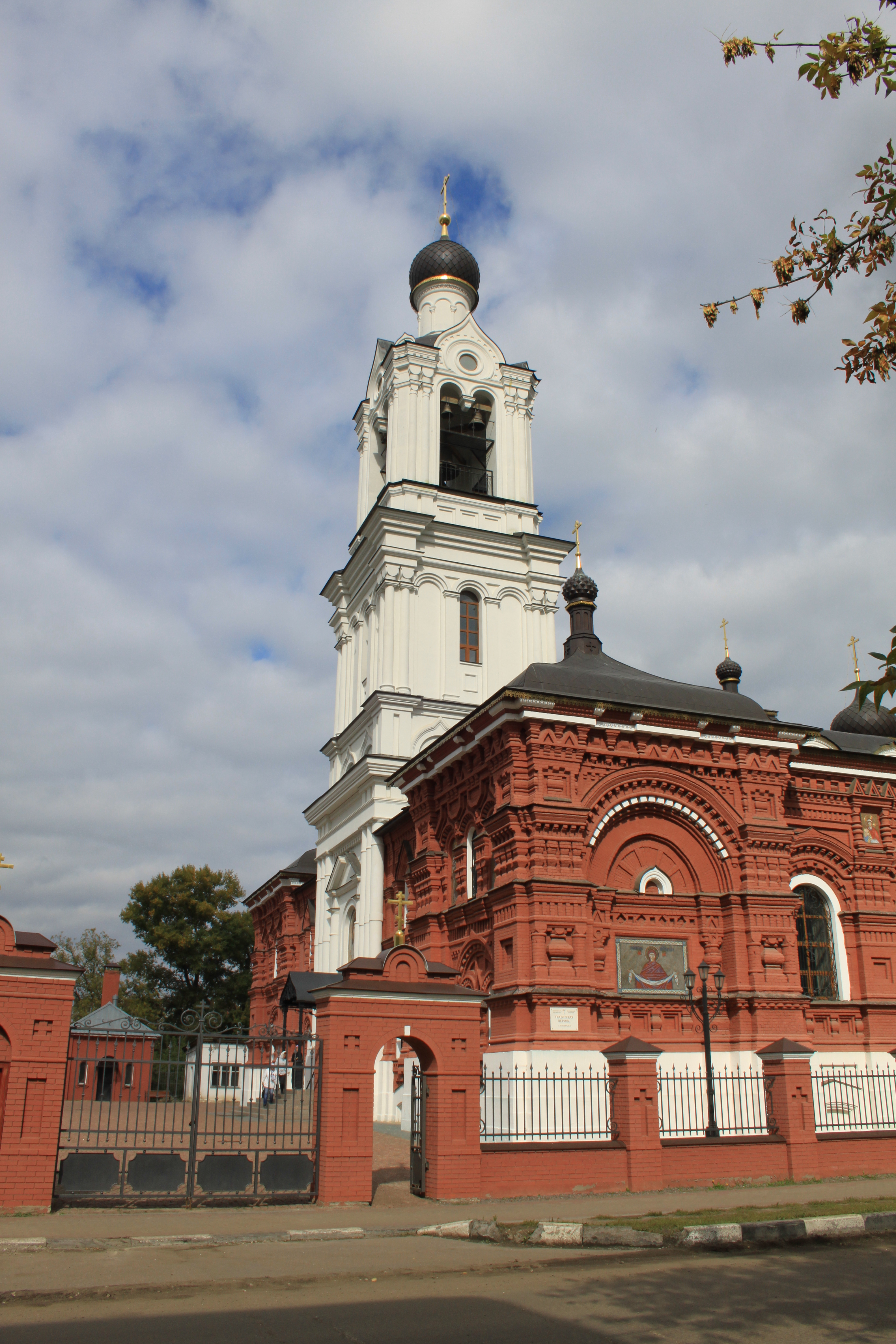
Храм Тихвинской Иконы Божией Матери